# Agnosia microta
Agnosia microta là một loài bướm đêm thuộc họ Sphingidae. Nó được tìm thấy ở Ấn Độ.
Sải cánh dài khoảng 44 mm. 